# Modèle génératif
En classement automatique un modèle génératif est un modèle statistique défini par opposition à un modèle discriminatif. Étant donné une variable X à laquelle il doit associer une autre variable Y, le modèle génératif cherchera à décrire la probabilité conditionnelle {\displaystyle P(X|Y)} ainsi que la probabilité {\displaystyle P(Y)} puis d'utiliser la formule de Bayes pour calculer la probabilité {\displaystyle P(Y|X)}.
Autrement dit le modèle génératif cherche à décrire chaque classe et à en déduire à quel point une donnée présente les caractéristiques de cette classe.

## Avantages et inconvénients
Les avantages d'un modèle génératif sont les suivants :
- Un modèle génératif permet d'estimer la confiance d'une prédiction et donc de formuler un rejet d'une prédiction, ce qui est impossible dans un modèle discriminatif.
- La connaissance de {\displaystyle P(X|Y)} permet également de générer des nouvelles données [2].
- Des nouvelles classes peuvent facilement être ajoutées en additionnant leurs densités de probabilité à celles qui ont déjà été calculées. On peut également combiner différents modèles avec des combinaisons linéaires de leurs prédictions, un modèle génératif permet donc une accumulation continue des connaissances.

Un modèle génératif présente cependant un certain nombre d'inconvénients :
- Le calcul de {\displaystyle P(X|Y)} est très coûteux, d'autant plus que la dimension de {\displaystyle X} est grande[3].

## Formalisme
Soit deux variables aléatoires {\displaystyle X} et {\displaystyle Y}, appelées respectivement la donnée et la classe, un modèle génératif est une loi de probabilité jointe sur {\displaystyle (X,Y)} qui s'écrit {\displaystyle P(X,Y)\in [0,1]}. En particulier le modèle est défini par les distributions {\displaystyle P(X|Y)} et {\displaystyle P(Y)}, ce dernier terme étant appelé a priori bayésien sur la classe {\displaystyle Y}. La probabilité {\displaystyle Y=y} que la classe soit {\displaystyle y} pour une donnée {\displaystyle X=x} est donc déduite par l'inférence bayésienne suivante :
{\displaystyle P(Y|X)={\frac {P(X|Y)\cdot P(Y)}{P(X)}}} où la valeur de {\displaystyle P(X)} est déduite par la loi des probabilités totales :  {\displaystyle P(X)={\underset {i}{\sum }}P(X|Y_{i})\cdot P(Yi)} pour l'ensemble des classes {\displaystyle Y_{i}} existantes.

## Exemples de modèles génératifs
Les modèles génératifs couramment utilisés en classification automatique sont les suivants : 
- Les classificateurs bayésiens naïfs.
- Les réseaux bayésiens.
- Les modèles de Markov cachés.
- Les champs aléatoires de Markov.
- Les modèles de mélange Gaussien.
- Les machines de Boltzmann.
- Les auto-encodeurs.